# Arabeske (Schumann)

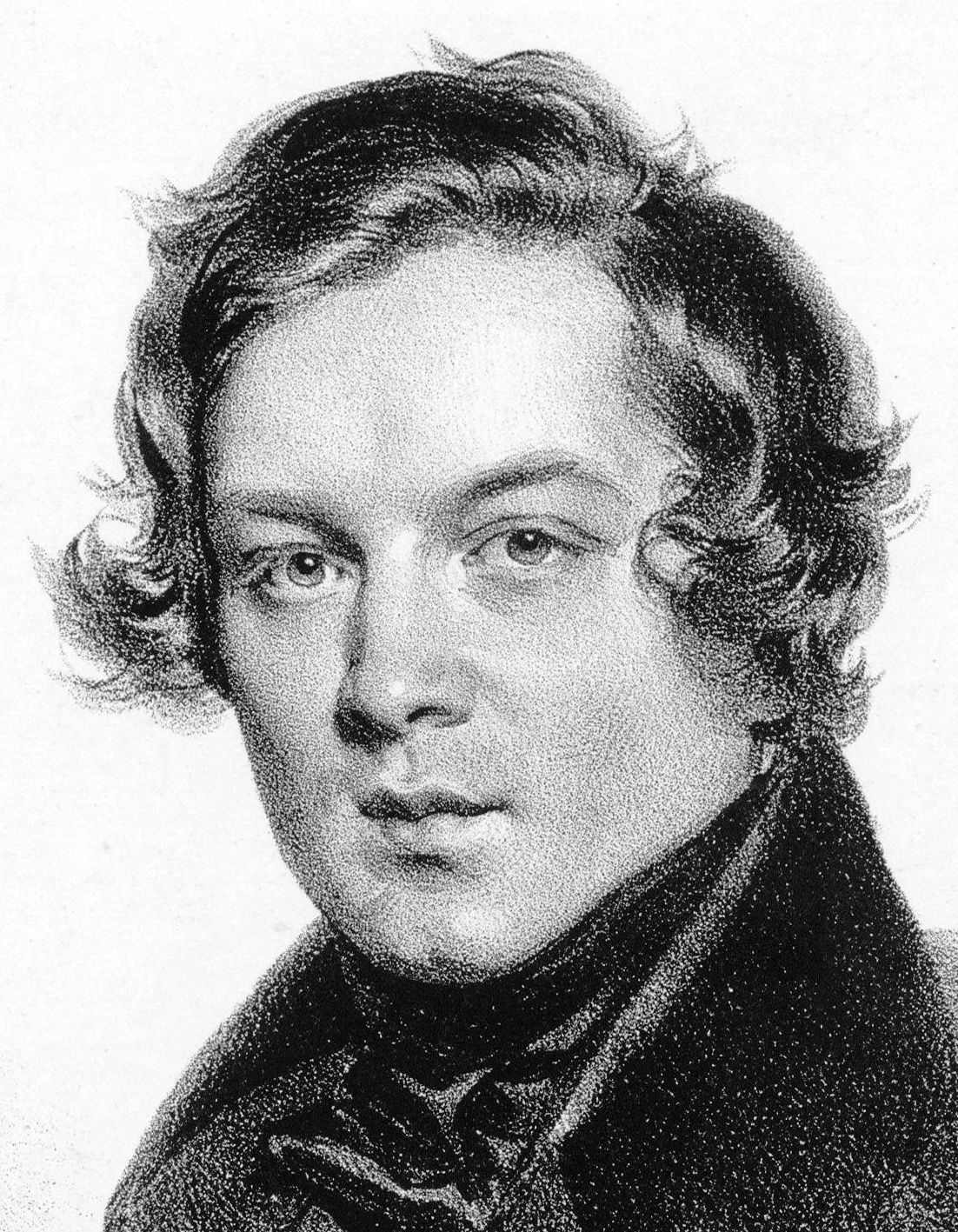
Robert Schumann en 1839.

Arabeske (Arabesco) en do mayor, Op. 18 es una pieza para piano compuesta por Robert Schumann en 1839, cuando tenía veintinueve años. La obra está dedicada a Frau Majorin Friederike Serre auf Maxen, la esposa del Major Anton Serre, a quien también dedicó su Blumenstück, Op. 19.

## Historia
En otoño de 1838 Schumann abandonó Leipzig para trasladarse a Viena. Su relación con Clara Wieck había llegado a un punto de no retorno, ya que el padre de ésta se oponía vehementemente a cualquier cosa que pudiera interferir en la carrera de su hija como pianista y desaprobaba enérgicamente a Robert como posible yerno. Alejado geográficamente pero no emocionalmente de Clara, sólo pudo comunicarse con ella por carta y a través de su propia música. Esta circunstancia se ha propuesto como una posible explicación de esta obra, que alterna pasajes de añoranza melancólica con episodios más robustos y declamatorios.
En Viena Schumann se vio afectado por la depresión y la decepción profesional. No obstante, consiguió crear algunas composiciones de notable gracia y seductor encanto, escribiendo (como él decía) en un "estilo más ligero y femenino". En su carta del 15 de agosto de 1839 a Ernst Becker, Schumann describió tanto Arabeske como Blumenstück como "delicadas -- para señoritas". Estaba influido por el libro de Christian Schubart sobre estética musical, en el que el do mayor, la tonalidad del "Arabeske", se identificaba con lo infantil y sencillo, relegando las emociones más intensas a las tonalidades con más sostenidos. Schumann escribió en el año de la creación del Arabeske:

«Nunca vuelvan a referirse a mí como Jean Paul II o Beethoven II [...] Estoy dispuesto a ser diez veces menos que estos otros, y sólo algo para mí mismo.»

## Análisis musical
El término Arabeske se emplea aquí a modo de metáfora poética, no sólo para describir la florida ornamentación, sino también, en términos de Friedrich Schlegel, para sugerir un sistema orgánico y fluido de fragmentos que trasciende las artificiosas formas clásicas. Schumann recurre a una forma rondó modificada para abarcar una breve forma ABACA, con la sección principal A, delicadamente lírica, dos episodios B (Florestán) y C, más intensos, junto con un epílogo (Eusebius) hermosamente pensativo. La pieza se mueve con agilidad entre estados de ánimo contrapuestos, y parece concluir con una agradable recapitulación del tema inicial. El conmovedor postludio que sigue es una exquisita sorpresa.
Las indicaciones del metrónomo originales de Robert para esta obra al parecer eran demasiado rápidas. Clara Schumann las revisó más tarde como "ligero y delicado" [Leicht und zart] ( =126), Menor #1 [Minore I] ( =112), y Menor #2 [Minore II] ( =120).